# Skylake
Skylake – mikroarchitektura procesorów firmy Intel, która w sierpniu 2015 zastąpiła mikroarchitekturę Broadwell. Skylake jest przeprojektowaną mikroarchitekturą wykorzystującą już istniejącą technologię 14 nm, służąc jako "tock" w modelu "tick-tock" produkcji i projektowania Intela. Według Intela przeprojektowanie przyniosło większą wydajność CPU i GPU, przy jednoczesnym zmniejszeniu poboru energii.

## Architektura
- 14 nm proces produkcyjny
- Gniazdo LGA 1151
- Chipset H110/B150/Q150/H170/Q170/Z170
- TDP do 95 W (LGA 1151)
- Wsparcie dla pamięci ram DDR3L i DDR4
- Wsparcie dla 20 linii PCI Express 3.0 (LGA 1151)
- Wsparcie dla Thunderbolt 3.0
- Do 4 rdzeni (LGA 1151)
- Wsparcie dla SATA Express
- AVX-512 F, CDI, VL, BW, and DQ dla Xeonów
- Intel MPX
- Intel ADX
- Zintegrowana grafika Iris Graphics GPU z wsparciem dla Direct3D 12
- Pełna akceleracja sprzętowa dekodowania i kodowania HEVC i częściowa dla VP9. Akceleracja kodowania JPEG do rozdzielczości 16000x16000 pikseli
- 64 do 128 MB L4 eDRAM cache w wybranych jednostkach

## Lista procesorów Skylake
Procesory do komputerów stacjonarnych zostały wydane 5 sierpnia 2015. Oferta obejmuje:
- Core i3, i5, i7 – do zastosowań domowych i profesjonalnych.
- Pentium, Celeron – do zastosowań biurowych.
- Xeon – do zastosowań serwerowych.
- Intel Atom – do urządzeń mobilnych[wymaga weryfikacji?].

| Segment docelowy | Rdzenie (Wątki) | Model procesora | Model procesora | Taktowanie bazowe CPU | Taktowanie w trybie Turbo Boost (GHz) | Taktowanie w trybie Turbo Boost (GHz) | Model GPU       | Taktowanie GPU | Taktowanie GPU | L3 cache | TDP  | Data wydania     | Cena w dniu premiery (USD) | Płyta główna | Płyta główna      | Płyta główna                                 |
| Segment docelowy | Rdzenie (Wątki) | Model procesora | Model procesora | Taktowanie bazowe CPU | Jeden rdzeń                           | Wszystkie rdzenie                     | Model GPU       | Normal         | Turbo          | L3 cache | TDP  | Data wydania     | Cena w dniu premiery (USD) | Gniazdo      | Interfejs         | Pamięć                                       |
| ---------------- | --------------- | --------------- | --------------- | --------------------- | ------------------------------------- | ------------------------------------- | --------------- | -------------- | -------------- | -------- | ---- | ---------------- | -------------------------- | ------------ | ----------------- | -------------------------------------------- |
| Wydajność        | 4 (8)           | Core i7         | 6700K           | 4,0 GHz               | 4,2                                   | 4,0                                   | HD Graphics 530 | 350 MHz        | 1150 MHz       | 8 MB     | 91 W | 2015-08-05       | 339                        | LGA 1151     | DMI 3.0, PCIe 3.0 | Dual channel DDR3L-1600, DDR4-2133 (bez ECC) |
| Wydajność        | 4 (8)           | Core i7         | 6700            | 3,4 GHz               | 4,0                                   | 3,7                                   | HD Graphics 530 | 350 MHz        | 1150 MHz       | 8 MB     | 65 W | 2015-09-01       | 303                        | LGA 1151     | DMI 3.0, PCIe 3.0 | Dual channel DDR3L-1600, DDR4-2133 (bez ECC) |
| Wydajność        | 4 (8)           | Core i7         | 6700T           | 2,8 GHz               | 3,6                                   | 3,0                                   | HD Graphics 530 | 350 MHz        | 1150 MHz       | 8 MB     | 35 W | 2015-09-01       | 303                        | LGA 1151     | DMI 3.0, PCIe 3.0 | Dual channel DDR3L-1600, DDR4-2133 (bez ECC) |
| Mainstream       | 4 (4)           | Core i5         | 6600K           | 3,5 GHz               | 3,9                                   | 3,6                                   | HD Graphics 530 | 350 MHz        | 1150 MHz       | 6 MB     | 91 W | 2015-08-05       | 242                        | LGA 1151     | DMI 3.0, PCIe 3.0 | Dual channel DDR3L-1600, DDR4-2133 (bez ECC) |
| Mainstream       | 4 (4)           | Core i5         | 6600            | 3,3 GHz               | 3,9                                   | 3,6                                   | HD Graphics 530 | 350 MHz        | 1150 MHz       | 6 MB     | 65 W | 2015-09-01       | 213                        | LGA 1151     | DMI 3.0, PCIe 3.0 | Dual channel DDR3L-1600, DDR4-2133 (bez ECC) |
| Mainstream       | 4 (4)           | Core i5         | 6600T           | 2,7 Ghz               | 3,5                                   | 3,1                                   | HD Graphics 530 | 350 MHz        | 1100 MHz       | 6 MB     | 35 W | 2015-09-01       | 213                        | LGA 1151     | DMI 3.0, PCIe 3.0 | Dual channel DDR3L-1600, DDR4-2133 (bez ECC) |
| Mainstream       | 4 (4)           | Core i5         | 6500T           | 2,5 Ghz               | 3,1                                   | 2,8                                   | HD Graphics 530 | 350 MHz        | 1100 MHz       | 6 MB     | 35 W | 2015-09-01       | 192                        | LGA 1151     | DMI 3.0, PCIe 3.0 | Dual channel DDR3L-1600, DDR4-2133 (bez ECC) |
| Mainstream       | 4 (4)           | Core i5         | 6500            | 3,2 GHz               | 3,6                                   | 3,4                                   | HD Graphics 530 | 350 MHz        | 1050 MHz       | 6 MB     | 65 W | 2015-09-01       | 192                        | LGA 1151     | DMI 3.0, PCIe 3.0 | Dual channel DDR3L-1600, DDR4-2133 (bez ECC) |
| Mainstream       | 4 (4)           | Core i5         | 6400T           | 2,2 Ghz               | 2,8                                   | 2,5                                   | HD Graphics 530 | 350 MHz        | 950 MHz        | 6 MB     | 35 W | 2015-09-01       | 182                        | LGA 1151     | DMI 3.0, PCIe 3.0 | Dual channel DDR3L-1600, DDR4-2133 (bez ECC) |
| Mainstream       | 4 (4)           | Core i5         | 6400            | 2,7 GHz               | 3,3                                   | 3,0                                   | HD Graphics 530 | 350 MHz        | 950 MHz        | 6 MB     | 65 W | 2015-09-01       | 182                        | LGA 1151     | DMI 3.0, PCIe 3.0 | Dual channel DDR3L-1600, DDR4-2133 (bez ECC) |
| Mainstream       | 2 (4)           | Core i3         | 6320            | 3,9 GHz               | nd.                                   | nd.                                   | HD Graphics 530 | 350 MHz        | 1150 MHz       | 4 MB     | 51 W | ?                | 149                        | LGA 1151     | DMI 3.0, PCIe 3.0 | Dual channel DDR3L-1600, DDR4-2133 (bez ECC) |
| Mainstream       | 2 (4)           | Core i3         | 6300            | 3,8 GHz               | nd.                                   | nd.                                   | HD Graphics 530 | 350 MHz        | 1150 MHz       | 4 MB     | 51 W | ?                | 138                        | LGA 1151     | DMI 3.0, PCIe 3.0 | Dual channel DDR3L-1600, DDR4-2133 (bez ECC) |
| Mainstream       | 2 (4)           | Core i3         | 6100            | 3,7 GHz               | nd.                                   | nd.                                   | HD Graphics 530 | 350 MHz        | 1050 MHz       | 3 MB     | 51 W | Październik 2015 | 117                        | LGA 1151     | DMI 3.0, PCIe 3.0 | Dual channel DDR3L-1600, DDR4-2133 (bez ECC) |
| Mainstream       | 2 (4)           | Core i3         | 6300T           | 3,3 GHz               | nd.                                   | nd.                                   | HD Graphics 530 | 350 MHz        | 950 MHz        | 4 MB     | 35 W | Październik 2015 | 138                        | LGA 1151     | DMI 3.0, PCIe 3.0 | Dual channel DDR3L-1600, DDR4-2133 (bez ECC) |
| Mainstream       | 2 (4)           | Core i3         | 6100T           | 3,2 GHz               | nd.                                   | nd.                                   | HD Graphics 530 | 350 MHz        | 950 MHz        | 3 MB     | 35 W | Październik 2015 | 117                        | LGA 1151     | DMI 3.0, PCIe 3.0 | Dual channel DDR3L-1600, DDR4-2133 (bez ECC) |
| Mainstream       | 2 (2)           | Pentium         | G4520           | 3,6 GHz               | nd.                                   | nd.                                   | HD Graphics 530 | 350 MHz        | 1050 MHz       | 3 MB     | 51 W | Październik 2015 | 86                         | LGA 1151     | DMI 3.0, PCIe 3.0 | Dual channel DDR3L-1600, DDR4-2133 (bez ECC) |
| Mainstream       | 2 (2)           | Pentium         | G4500           | 3,5 GHz               | nd.                                   | nd.                                   | HD Graphics 530 | 350 MHz        | 1050 MHz       | 3 MB     | 51 W | Październik 2015 | 75                         | LGA 1151     | DMI 3.0, PCIe 3.0 | Dual channel DDR3L-1600, DDR4-2133 (bez ECC) |
| Mainstream       | 2 (2)           | Pentium         | G4500T          | 3,0 GHz               | nd.                                   | nd.                                   | HD Graphics 530 | 350 MHz        | 1050 MHz       | 3 MB     | 35 W | Październik 2015 | 75                         | LGA 1151     | DMI 3.0, PCIe 3.0 | Dual channel DDR3L-1600, DDR4-2133 (bez ECC) |
| Mainstream       | 2 (2)           | Pentium         | G4400           | 3,3 GHz               | nd.                                   | nd.                                   | HD Graphics 510 | 350 MHz        | 1050 MHz       | 3 MB     | 54 W | Październik 2015 | 64                         | LGA 1151     | DMI 3.0, PCIe 3.0 | Dual channel DDR3L-1600, DDR4-2133 (bez ECC) |
| Mainstream       | 2 (2)           | Pentium         | G4400T          | 2,9 GHz               | nd.                                   | nd.                                   | HD Graphics 510 | 350 MHz        | 950 MHz        | 3 MB     | 35 W | Październik 2015 | 64                         | LGA 1151     | DMI 3.0, PCIe 3.0 | Dual channel DDR3L-1600, DDR4-2133 (bez ECC) |
| Mainstream       | 2 (2)           | Celeron         | G3920           | 2,9 GHz               | nd.                                   | nd.                                   | HD Graphics 510 | 350 MHz        | 950 MHz        | 2 MB     | 51 W | Październik 2015 | 52                         | LGA 1151     | DMI 3.0, PCIe 3.0 | Dual channel DDR3L-1600, DDR4-2133 (bez ECC) |
| Mainstream       | 2 (2)           | Celeron         | G3900           | 2,8 GHz               | nd.                                   | nd.                                   | HD Graphics 510 | 350 MHz        | 950 MHz        | 2 MB     | 51 W | Październik 2015 | 42                         | LGA 1151     | DMI 3.0, PCIe 3.0 | Dual channel DDR3L-1600, DDR4-2133 (bez ECC) |

### Procesory do komputerów mobilnych
| Segment docelowy | Rdzenie (wątki) | Model procesora | Model procesora | Taktowanie CPU | Taktowanie w trybie Turbo Boost (GHz) | Taktowanie w trybie Turbo Boost (GHz) | Model GPU    | Taktowanie GPU | Taktowanie GPU | Cache | Cache  | Linie PCIe | TDP   | cTDP | cTDP  | Data wydania    | Cena w dniu wydania (USD) |
| Segment docelowy | Rdzenie (wątki) | Model procesora | Model procesora | Taktowanie CPU | 1 rdzeń                               | Wszystkie rdzenie                     | Model GPU    | Normal         | Turbo          | L3    | L4     | Linie PCIe | TDP   | Up   | Down  | Data wydania    | Cena w dniu wydania (USD) |
| ---------------- | --------------- | --------------- | --------------- | -------------- | ------------------------------------- | ------------------------------------- | ------------ | -------------- | -------------- | ----- | ------ | ---------- | ----- | ---- | ----- | --------------- | ------------------------- |
| Wydajność        | 4 (8)           | Core i7         | 6970HQ          | 2,8 GHz        | 3,7                                   | 3,3                                   | Iris Pro 580 | 350 MHz        | 1050 MHz       | 8 MB  | 128 MB | 16         | 45 W  | nd.  | 35 W  | 1 kwartał 2016  | 623                       |
| Wydajność        | 4 (8)           | Core i7         | 6920HQ          | 2,9 GHz        | 3,8                                   | 3,4                                   | HD 530       | 350 MHz        | 1050 MHz       |       | nd.    |            | 45 W  | nd.  | 35 W  | 2015-09-01      | 568                       |
| Wydajność        | 4 (8)           | Core i7         | 6870HQ          | 2,7 GHz        | 3,6                                   | 3,2                                   | Iris Pro 580 | 350 MHz        | 1000 MHz       |       | 128 MB |            | 45 W  | nd.  | 35 W  | 1 kwartał 2016  | 434                       |
| Wydajność        | 4 (8)           | Core i7         | 6820HQ          | 2,7 GHz        | 3,6                                   | 3,2                                   | HD 530       | 350 MHz        | 1050 MHz       |       | nd.    |            | 45 W  | nd.  | 35 W  | 2015-09-01      | 378                       |
| Wydajność        | 4 (8)           | Core i7         | 6820HK          | 2,7 GHz        | 3,6                                   | 3,2                                   | HD 530       | 350 MHz        | 1050 MHz       |       | nd.    |            | 45 W  | nd.  | 35 W  | 2015-09-01      | 378                       |
| Wydajność        | 4 (8)           | Core i7         | 6770HQ          | 2,6 GHz        | 3,5                                   | 3,2                                   | Iris Pro 580 | 350 MHz        | 950 MHz        | 6 MB  | 128 MB |            | 45 W  | nd.  | 35 W  | 1 kwartał 2016  | 434                       |
| Wydajność        | 4 (8)           | Core i7         | 6700HQ          | 2,6 GHz        | 3,5                                   | 3,2                                   | HD 530       | 350 MHz        | 1050 MHz       | 6 MB  | nd.    |            | 45 W  | nd.  | 35 W  | 2015-09-01      | 378                       |
| Mainstream       | 2 (4)           | Core i7         | 6660U           | 2,4 GHz        | 3,4                                   | ?                                     | Iris 540     | 300 MHz        | 1050 MHz       | 4 MB  | 64 MB  | 12         | 15 W  | nd.  | 9,5 W | ?               | 415                       |
| Mainstream       | 2 (4)           | Core i7         | 6650U           | 2,2 GHz        | 3,4                                   | 2,8                                   | Iris 540     | 300 MHz        | 1050 MHz       | 4 MB  | 64 MB  | 12         | 15 W  | nd.  | 9,5 W | ?               | 415                       |
| Mainstream       | 2 (4)           | Core i7         | 6600U           | 2,6 GHz        | 3,4                                   | 3,0                                   | HD 520       | 300 MHz        | 1050 MHz       | 4 MB  | nd.    | 12         | 15 W  | 25 W | 7,5 W | 2015-09-01      | 393                       |
| Mainstream       | 2 (4)           | Core i7         | 6567U           | 3,3 GHz        | 3,6                                   | 3,0                                   | Iris 550     | 300 MHz        | 1100 MHz       | 4 MB  | 64 MB  | 12         | 28 W  | nd.  | 23 W  | ?               | ?                         |
| Mainstream       | 2 (4)           | Core i7         | 6560U           | 2,2 GHz        | 3,2                                   | 2,6                                   | Iris 540     | 300 MHz        | 1050 MHz       | 4 MB  | 64 MB  | 12         | 15 W  | nd.  | 9,5 W | ?               | ?                         |
| Mainstream       | 2 (4)           | Core i7         | 6500U           | 2,5 GHz        | 3,1                                   | 2,8                                   | HD 520       | 300 MHz        | 1050 MHz       | 4 MB  | nd.    | 12         | 15 W  | nd.  | 7,5 W | 2015-09-01      | 393                       |
| Mainstream       | 4 (4)           | Core i5         | 6440HQ          | 2,6 GHz        | 3,5                                   | 3,1                                   | HD 530       | 350 MHz        | 950 MHz        | 6 MB  | nd.    | 16         | 45 W  | nd.  | 35 W  | 2015-09-01      | 250                       |
| Mainstream       | 2 (4)           | Core i5         | 6360U           | 2,0 GHz        | 3,1                                   | 3,0                                   | Iris 540     | 300 MHz        | 1000 MHz       | 4 MB  | 64 MB  | 12         | 15 W  | nd.  | 9,5 W | ?               | 304                       |
| Mainstream       | 4 (4)           | Core i5         | 6350HQ          | 2,3 GHz        | 3,2                                   | 2,7                                   | Iris Pro 580 | 350 MHz        | 900 MHz        | 6 MB  | 128 MB | 16         | 45 W  | nd.  | 35 W  | 1 kwartał 2016  | 306                       |
| Mainstream       | 4 (4)           | Core i5         | 6300HQ          | 2,3 GHz        | 3,2                                   | 2,7                                   | HD 530       | 350 MHz        | 950 MHz        | 6 MB  | nd.    | 16         | 45 W  | nd.  | 35 W  | 2015-09-01      | 250                       |
| Mainstream       | 2 (4)           | Core i5         | 6300U           | 2,4 GHz        | 3,0                                   | 2,6                                   | HD 520       | 300 MHz        | 1000 MHz       | 3 MB  | nd.    | 12         | 15 W  | nd.  | 7,5 W | 2015-09-01      | 281                       |
| Mainstream       | 2 (4)           | Core i5         | 6287U           | 3,1 GHz        | 3,5                                   | 3,3                                   | Iris 550     | 300 MHz        | 1100 MHz       | 4 MB  | 64 MB  | 12         | 28 W  | nd.  | 23 W  | ?               | 304                       |
| Mainstream       | 2 (4)           | Core i5         | 6267U           | 2,9 GHz        | 3,3                                   | 3,1                                   | Iris 550     | 300 MHz        | 1050 MHz       | 4 MB  | 64 MB  | 12         | 28 W  | nd.  | 23 W  | ?               | 304                       |
| Mainstream       | 2 (4)           | Core i5         | 6260U           | 1,8 GHz        | 2,9                                   | 2,7                                   | Iris 540     | 300 MHz        | 950 MHz        | 4 MB  | 64 MB  | 12         | 15 W  | nd.  | 9,5 W | ?               | 304                       |
| Mainstream       | 2 (4)           | Core i5         | 6200U           | 2,3 GHz        | 2,8                                   | 2,7                                   | HD 520       | 300 MHz        | 1000 MHz       | 3 MB  | nd.    | 12         | 15 W  | nd.  | 7,5 W | 2015-09-01      | 281                       |
| Mainstream       | 2 (4)           | Core i3         | 6167U           | 2,7 GHz        | 2,7                                   | nd.                                   | Iris 550     | 300 MHz        | 1000 MHz       | 3 MB  | 64 MB  | 12         | 28 W  | nd.  | 23 W  | ?               | 304                       |
| Mainstream       | 2 (4)           | Core i3         | 6100H           | 2,7 GHz        | 2,7                                   | nd.                                   | HD 530       | 350 MHz        | 900 MHz        | 3 MB  | nd.    | 12         | 35 W  | nd.  | nd.   | 2015-09-01      | 225                       |
| Mainstream       | 2 (4)           | Core i3         | 6100U           | 2,3 GHz        | 2,3                                   | nd.                                   | HD 520       | 300 MHz        | 1000 MHz       | 3 MB  | nd.    | 12         | 15 W  | nd.  | 7,5 W | 2015-09-01      | 281                       |
| Mainstream       | 2 (4)           | Core i3         | 6006U           | 2,0 GHz        | 2,0                                   | nd.                                   | HD 520       | 300 MHz        | 900 MHz        | 3 MB  | nd.    | 12         | 15 W  | nd.  |       | 2016-11-11      | 281                       |
| Mainstream       | 2 (4)           | Core m7         | 6Y75            | 1,2 GHz        | 3,1                                   | 2,4                                   | HD 515       | 300 MHz        | 1000 MHz       | 4 MB  | nd.    | 10         | 4,5 W | 7 W  | 3,5 W | 2015-09-01      | 393                       |
| Mainstream       | 2 (4)           | Core m5         | 6Y57            | 1,1 GHz        | 2,8                                   | 2,2                                   | HD 515       | 300 MHz        | 900 MHz        | 4 MB  | nd.    | 10         | 4,5 W | 7 W  | 3,5 W | 2015-09-01      | 281                       |
| Mainstream       | 2 (4)           | Core m5         | 6Y54            | 1,1 GHz        | 2,7                                   | 2,1                                   | HD 515       | 300 MHz        | 900 MHz        | 4 MB  | nd.    | 10         | 4,5 W | 7 W  | 3,5 W | 2015-09-01      |                           |
| Mainstream       | 2 (4)           | Core m3         | 6Y30            | 0,9 GHz        | 2,2                                   | 1,8                                   | HD 515       | 300 MHz        | 850 MHz        | 4 MB  | nd.    | 10         | 4,5 W | 7 W  | 3,8 W |                 |                           |
| Mainstream       | 2 (4)           | Pentium         | 4405U           | 2,1 GHz        | 2,1                                   | nd.                                   | HD 510       | 300 MHz        | 950 MHz        | 2 MB  | nd.    | 10         | 15 W  | nd.  | 10 W  | ?               | 161                       |
| Mainstream       | 2 (4)           | Pentium         | 4405Y           | 1,5 GHz        | 1,5                                   | nd.                                   | HD 515       | 300 MHz        | 800 MHz        | 2 MB  | nd.    | 10         | 6 W   | nd.  | 4,5 W | ?               | 161                       |
| Mainstream       | 2 (2)           | Celeron         | G3902E          | 1,6 GHz        | nd.                                   | nd.                                   | HD 510       | 350 MHz        | 950 MHz        | 2 MB  | nd.    | 16         | 25 W  | nd.  | nd.   | I kwartał 2016  | 107                       |
| Mainstream       | 2 (2)           | Celeron         | G3900E          | 2,4 GHz        | nd.                                   | nd.                                   | HD 510       | 350 MHz        | 950 MHz        | 2 MB  | nd.    | 16         | 35 W  | nd.  | nd.   | I kwartał 2016  | 107                       |
| Mainstream       | 2 (2)           | Celeron         | 3955U           | 2,0 GHz        | nd.                                   | nd.                                   | HD 510       | 300 MHz        | 900 MHz        | 2 MB  | nd.    | 10         | 15 W  | nd.  | 10 W  | IV kwartał 2015 | 107                       |
| Mainstream       | 2 (2)           | Celeron         | 3855U           | 1,6 GHz        | nd.                                   | nd.                                   | HD 510       | 300 MHz        | 900 MHz        | 2 MB  | nd.    | 10         | 15 W  | nd.  | 10 W  | IV kwartał 2015 | 107                       |

### Procesory serwerowe
| Segment docelowy          | Rdzenie (wątki) | Model procesora | Model procesora | Model GPU    | Taktowanie | Taktowanie | Taktowanie | Taktowanie | Cache | Cache  | TDP     | Data wydania     | Cena w dniu wydania (USD) | Płyta główna | Płyta główna   | Płyta główna                           |
| Segment docelowy          | Rdzenie (wątki) | Model procesora | Model procesora | Model GPU    | CPU        | CPU        | GPU        | GPU        | L3    | L4     | TDP     | Data wydania     | Cena w dniu wydania (USD) | Gniazdo      | Interfejs      | Pamięć                                 |
| Segment docelowy          | Rdzenie (wątki) | Model procesora | Model procesora | Model GPU    | Normal     | Turbo      | Normal     | Turbo      | L3    | L4     | TDP     | Data wydania     | Cena w dniu wydania (USD) | Gniazdo      | Interfejs      | Pamięć                                 |
| ------------------------- | --------------- | --------------- | --------------- | ------------ | ---------- | ---------- | ---------- | ---------- | ----- | ------ | ------- | ---------------- | ------------------------- | ------------ | -------------- | -------------------------------------- |
| Serwery                   | 4 (8)           | Xeon E3 v5      | 1280v5          | nd.          | 3,7 GHz    | 4,0 GHz    | nd.        | nd.        | 8 MB  | nd.    | 80 W    | IV kwartał 2015  | 612 / —                   | LGA 1151     | DMI 3 PCIe 3.0 | DDR4 2133/1866 DDR3L 1333/1600 z ECC   |
| Serwery                   | 4 (8)           | Xeon E3 v5      | 1275v5          | HD (P530)    | 3,6 GHz    | 4,0 GHz    | 350 MHz    |            | 8 MB  | nd.    | 80 W    | IV kwartał 2015  | 339 / —                   | LGA 1151     | DMI 3 PCIe 3.0 | DDR4 2133/1866 DDR3L 1333/1600 z ECC   |
| Serwery                   | 4 (8)           | Xeon E3 v5      | 1270v5          | nd.          | 3,6 GHz    | 4,0 GHz    | nd.        | nd.        | 8 MB  | nd.    | 80 W    | IV kwartał 2015  | 328 / 339                 | LGA 1151     | DMI 3 PCIe 3.0 | DDR4 2133/1866 DDR3L 1333/1600 z ECC   |
| Serwery                   | 4 (8)           | Xeon E3 v5      | 1260Lv5         | nd.          | 2,9 GHz    | 3,9 GHz    | nd.        | nd.        | 8 MB  | nd.    | 45 W    | IV kwartał 2015  | 294 / —                   | LGA 1151     | DMI 3 PCIe 3.0 | DDR4 2133/1866 DDR3L 1333/1600 z ECC   |
| Serwery                   | 4 (8)           | Xeon E3 v5      | 1245v5          | HD (P530)    | 3,5 GHz    | 3,9 GHz    | 350 MHz    |            | 8 MB  | nd.    | 80 W    | IV kwartał 2015  | 284 / —                   | LGA 1151     | DMI 3 PCIe 3.0 | DDR4 2133/1866 DDR3L 1333/1600 z ECC   |
| Serwery                   | 4 (8)           | Xeon E3 v5      | 1240v5          | nd.          | 3,5 GHz    | 3,9 GHz    | nd.        | nd.        | 8 MB  | nd.    | 80 W    | IV kwartał 2015  | 272 / 282                 | LGA 1151     | DMI 3 PCIe 3.0 | DDR4 2133/1866 DDR3L 1333/1600 z ECC   |
| Serwery                   | 4 (8)           | Xeon E3 v5      | 1240Lv5         | nd.          | 2,1 GHz    | 3,2 GHz    | nd.        | nd.        | 8 MB  | nd.    | 25 W    | IV kwartał 2015  | 278 / —                   | LGA 1151     | DMI 3 PCIe 3.0 | DDR4 2133/1866 DDR3L 1333/1600 z ECC   |
| Serwery                   | 4 (8)           | Xeon E3 v5      | 1230v5          | nd.          | 3,4 GHz    | 3,8 GHz    | nd.        | nd.        | 8 MB  | nd.    | 80 W    | IV kwartał 2015  | 250 / 260                 | LGA 1151     | DMI 3 PCIe 3.0 | DDR4 2133/1866 DDR3L 1333/1600 z ECC   |
| Serwery                   | 4 (4)           | Xeon E3 v5      | 1235Lv5         | HD (P530)    | 2,0 GHz    | 3,0 GHz    | 350 MHz    |            | 8 MB  | nd.    | 25 W    | IV kwartał 2015  | 250 / —                   | LGA 1151     | DMI 3 PCIe 3.0 | DDR4 2133/1866 DDR3L 1333/1600 z ECC   |
| Serwery                   | 4 (4)           | Xeon E3 v5      | 1225v5          | HD (P530)    | 3,3 GHz    | 3,7 GHz    | 350 MHz    | 80 W       | 8 MB  | nd.    | 213 / — | IV kwartał 2015  |                           | LGA 1151     | DMI 3 PCIe 3.0 | DDR4 2133/1866 DDR3L 1333/1600 z ECC   |
| Serwery                   | 4 (4)           | Xeon E3 v5      | 1220v5          | nd.          | 3,0 GHz    | 3,5 GHz    | nd.        | nd.        | 8 MB  | nd.    | 193 / — | IV kwartał 2015  |                           | LGA 1151     | DMI 3 PCIe 3.0 | DDR4 2133/1866 DDR3L 1333/1600 z ECC   |
| Urządzenia mobilne        | 4 (8)           | Xeon E3 v5      | 1575Mv5         | Iris Pro 580 | 3,0 GHz    | 3,9 GHz    | 350 MHz    | 1,1 GHz    | 8 MB  | 128 MB | 45 W    | I kwartał 2016   | 1207 / —                  | BGA 1440     | DMI 3 PCIe 3.0 | DDR4-2133 LPDDR3-1866 DDR3L-1600 z ECC |
| Urządzenia mobilne        | 4 (8)           | Xeon E3 v5      | 1545Mv5         | Iris Pro 580 | 2,9 GHz    | 3,8 GHz    | 350 MHz    | 1,05 GHz   | 8 MB  | nd.    | 45 W    | I kwartał 2016   | 679 / —                   | BGA 1440     | DMI 3 PCIe 3.0 | DDR4-2133 LPDDR3-1866 DDR3L-1600 z ECC |
| Urządzenia mobilne        | 4 (8)           | Xeon E3 v5      | 1535Mv5         | HD (P530)    | 2,9 GHz    | 3,8 GHz    | 350 MHz    | 1,05 GHz   | 8 MB  | nd.    | 45 W    | III kwartał 2015 | 623 / —                   | BGA 1440     | DMI 3 PCIe 3.0 | DDR4-2133 LPDDR3-1866 DDR3L-1600 z ECC |
| Urządzenia mobilne        | 4 (8)           | Xeon E3 v5      | 1505Mv5         | HD (P530)    | 2,8 GHz    | 3,7 GHz    | 350 MHz    | 1,05 GHz   | 8 MB  | nd.    | 45 W    | III kwartał 2015 | 434 / —                   | BGA 1440     | DMI 3 PCIe 3.0 | DDR4-2133 LPDDR3-1866 DDR3L-1600 z ECC |
| Serwery/systemy wbudowane | 4 (8)           | Xeon E3 v5      | 1505Lv5         | HD (P530)    | 2,0 GHz    | 2,8 GHz    | 350 MHz    | 1,0 GHz    | 8 MB  | nd.    | 25 W    | IV kwartał 2015  | 433 / —                   | BGA 1440     | DMI 3 PCIe 3.0 | DDR4-2133 LPDDR3-1866 DDR3L-1600 z ECC |